# 假面騎士J
《假面骑士J》（日語：仮面ライダージェイ），是日本东映于1994年發行的一部电影作品。电影里主角变身的假面骑士与电影名称同名。

## 简介
本片是继《假面骑士ZO》后的又一作品，和ZO一样，仍然是以剧场版的形式播出。此作品的故事可说是比较完整，特技的水平也相当高，但在设计方面仍然很像ZO，所以有很多假面迷还是分不出来这两位假面骑士。
其次，这次的假面骑士J会巨大化，也就是说和奥特曼一样。这一点是许多假面迷不能接受的，因为假面骑士始终是假面骑士，而不是奥特曼(情况就像sky的会飞)。但是整体来说，J也是一部不错的作品。

## 故事
主角瀬川 耕司（せがわ こうじ）是一名记者，因日本出现怪异现象，所以他便前往调查究竟。原来怪异现象的来源是由另一个天体来的复古母体所为。它曾经在千万年前降临过一次地球，恐龙的灭绝也是它所为，再次到地球是想灭绝人类。耕司的好友木村加奈被复古母体捉往做祭品，耕司也因此被杀，幸得地底人将他重新改造，并且注入J POWER力量使他成为假面骑士J，并与复古母体的三使者－卡赖、亚基度和亚魅战斗。全剧的最后便和复古母体决战，拯救人类。

## 登场人物
瀬川 耕司（せがわ こうじ）（望月佑多：1992年恐龙战队獸連者）
26歲，1968年（昭和43年）出生。是某新闻社记者，在一次调查日本出现的怪异现象而被复古母体杀害，后被地底人救回并加以改造，成为了能巨大化的假面骑士J。
必杀技：强袭踢，与历代假面骑士的必杀一样，威力惊人。
假面騎士J
普通形态
身高：194cm
体重：84kg
跳跃力：150m
巨人形态
身高：40m

## 敌人
复古母体
身长:70m
体重:12000t

## 坐骑
J Crosser
J变身后所骑乘的超级机车。J骑乘的同时，全身散发的「JPower」能量，会传达到耕司平时的坐骑「SUZUKI TS-200」，使其变身为「J Crosser」。坚固的装甲可耐1000度的高温，故可于爆风圈中行走自如。高超的跳跃性能，甚至可于空中与飞行的怪人进行搏斗。

## 特别版
在特别版《ZO & J VS 影月》中，J与ZO合力击败了被复活的影月唤醒的怪人兵团，最后J巨大化与同样巨大化的影月决战。

## 客串登场
在《2009假面骑士Decade剧场版全骑士vs大修卡》中的结尾部分作为Diend“垫箱底的宝物”来和巨大的KingDark战斗，最后与变成Final Form的Decade合体变成巨大的Decade Complete Form与众骑士合力发动必杀技。

## 歌曲
- 主题歌：『心つなぐ爱』 
  - 作词：大津あきら 作曲・编曲：川村荣二 歌：INFIX

## 备注
1. ↑  Televi Magazine First Issue 31st Anniversary Project: All Hero Great Assembly (, December 2002.